# Gaertnera ternifolia
Gaertnera ternifolia là một loài thực vật thuộc họ Rubiaceae. Đây là loài đặc hữu của Sri Lanka.